# Бал вампірів (фільм)
«Бал вампірів» (англ. Dance of the Vampires) або «Безстрашні вбивці вампірів» (англ. The Fearless Vampire Killers) — комедійний фільм жахів 1967 року режисера Романа Поланскі, написаний Жераром Брахом і Поланскі.
Фільм був адаптований, як мюзикл «Танець вампірів» (вперше адаптований німецькою мовою під назвою Tanz der Vampire).

## Синопсис
Дія фільму розгортається глибоко в серці Трансільванії. Хитрий мисливець на вампірів професор Абронсіус і його незграбний помічник Альфред подорожують до маленького гірського села, де знаходять сліди вампірів.

## У ролях
| Актор          | Роль               |
| -------------- | ------------------ |
| Джек Макгоуран | професор Абронсіус |
| Роман Поланскі | Альфред            |
| Шерон Тейт     | Сара Шагал         |
| Альфі Басс     | Йойні Шагал        |
| Ферді Мейн     | Граф фон Кролок    |
| Террі Даунс    | Куколь             |
| Фіона Льюїс    | Магда              |
| Ієн Кворрієр   | Герберт фон Кролок |
| Джессі Робінс  | Ребекка Шагал      |

## Виробництво
Роман Поланскі розповідає про труднощі виробництва у своїй автобіографії: «Наш перший місяць зйомок на природі перетворився на серію геніальних імпровізацій, головним чином через те, що переїзд в останню хвилину з однієї локації (Австрія) на іншу (Уртієй, італійський гірськолижний курорт у Доломітових Альпах) залишив нам так мало часу, щоб переглянути наші графіки зйомок. Той факт, що ми знімали в Італії, спричинив залучення певної кількості італійських техніків, а це, у свою чергу, породило деякі міжнародні тертя. Джин Гутовскі (європейський продюсер фільму) справедливо підозрював, що італійці грабували нас наосліп».
Оператор Дуглас Слокомб казав: «Я думаю, що він [Роман] вклав у «Бал вампірів» більше, ніж у будь-який інший фільм. Це виявило його надзвичайний інтерес. Ми добре усвідомлювали центральноєвропейське тло цієї історії, коли створювали картину. Мало хто зі знімальної групи бачили в цьому сенс — вони вважали це старомодною нісенітницею. Але я відчував цю специфіку... Я сам маю французьке походження і я відчував центральноєвропейську атмосферу.».

## Зовнішні посилання
- Бал вампірів на сайті IMDb (англ.)